# Железнодорожный район (Екатеринбург)

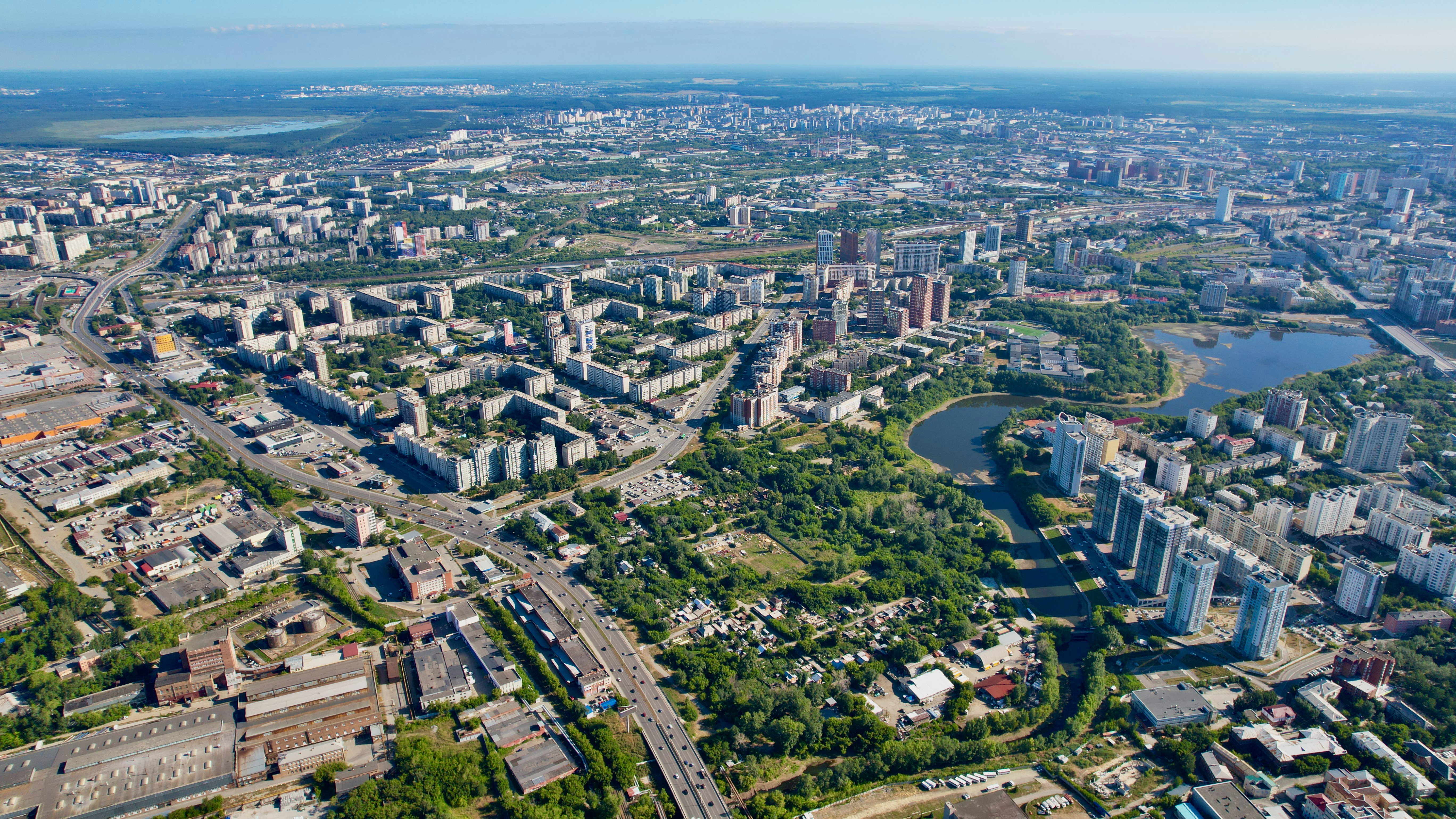
Вид с высоты

Железнодоро́жный райо́н — один из восьми внутригородских районов города Екатеринбурга. Располагается в северо-западной части Екатеринбурга.

## История
Планировка центральной части нынешнего Железнодорожного района Екатеринбурга была определена «генеральным планом» города, составленным ещё в 1845 году. Его реализация в основном была завершена к 1910 году. А начиналась она с той поры, как на реке Мельковке появилась и заработала золотопромывочная фабрика.
Дальнейшим своим развитием район обязан строительству железнодорожной линии «Екатеринбург — Нижний Тагил — Кушва — Чусовская — Пермь». Екатеринбург, оказавшись конечным пунктом железной дороги в юго-восточном направлении, стал связующим звеном зауральских районов и Сибири с Уралом и Европейской Россией. Железная дорога закрепила и расширила его роль как сборного и распределительного пункта сельскохозяйственной и горнозаводской продукции. Здесь были построены вокзал в русском историческом стиле (воинский вокзал) и паровозное депо.
Главной улицей района является улица Свердлова, застроенная в 1953—1960, внесённая в число объектов культурного наследия Железнодорожного района.
Территория Железнодорожного района составляет 126,3 км² с населением 137,4 тыс. человек. В состав района входят 4 отдалённых посёлка: Северка, Шувакиш, Семь Ключей, Палкино, имеющие каждый свою историю. Палкино, например, по возрасту гораздо старше не только района, но и города: как Палкино известен со второй половины XVI века, и значительно старше — как место заселения племён гамаюнской культуры.
В районе активно ведётся жилищное строительство. В 2008 году было сдано в эксплуатацию свыше 111 тыс. м² жилья, в том числе 9,5 тыс. м² — индивидуальное. Бо́льшая часть нового жилья расположена в микрорайоне Сортировки. В последние годы в районе сносятся ветхие и аварийные строения.

## Население
| 1979     | 2002     | 2009     | 2010     | 2012     | 2013     | 2014     |
| -------- | -------- | -------- | -------- | -------- | -------- | -------- |
| 132 803  | ↗143 167 | ↗145 414 | ↗147 686 | ↗152 994 | ↗156 632 | ↗157 450 |
| 2015     | 2016     | 2017     | 2018     | 2019     | 2021     |          |
| ↗158 872 | ↗160 450 | ↗161 670 | ↗163 323 | ↗165 291 | ↘158 675 |          |

## Экономика
В Железнодорожном районе зарегистрировано более 13 тысяч субъектов предпринимательской деятельности. Базовые отрасли — производство пищевых продуктов, машин и оборудования, резиновых и пластмассовых изделий. Производственный сектор представлен 36-ю крупными и средними предприятиями. старейших из них — ФГУП «Уралтрансмаш», «Свердловская железная дорога», ОАО «Екатеринбургский мельзавод».

## Транспорт района
В Железнодорожном районе представлены все существующие виды городского общественного транспорта: трамвай, автобус, троллейбус, метро, такси, городской электропоезд. В черте района расположены железнодорожный вокзал и Северный автовокзал.

## Культура и образование
В Железнодорожном районе расположены 21 учреждение общего образования, 25 дошкольных учреждений и 7 учреждений дополнительного образования, один межшкольный учебный комбинат и районный информационно-методический центр.
В 35 учреждениях культуры Железнодорожного района работают 53 творческих коллектива, объединений по интересам, в которых занимаются более 12 тыс. человек. 10 коллективов имеют звание народных и 3 образцовых детских. В районе функционируют 6 детских школ искусств, где обучаются более 1200 учащихся.
В районе работают 7 детско-юношеских спортивных школ, в которых занимаются более 4 тыс. детей и подростков, культивируется 22 вида спорта; 10 физкультурно-оздоровительных клубов по месту жительства, где занимаются более 2 тыс. детей и подростков, культивируется 13 видов спорта.

## Глава администрации
Главой администрации Железнодорожного района 14 ноября 2016 года назначен Андрей Викторович Курочкин.

## Политическая жизнь
На последних областных выборах, прошедших 8 октября 2006 года, в списки для голосования Железнодорожной избирательной комиссии г. Екатеринбурга были внесены 113165 избирателей. В выборах участвовало 24576 человек, что составило 21,72 % от общего числа избирателей.
Результаты голосования по выборам в Областную Думу по Железнодорожному району
- Единая Россия — 8190 человек — 33,35 %
- РПЖ — 4955 — 20,18 %
- Российская партия пенсионеров — 3734 — 15,20 %
- КПРФ — 1815 — 7,39 %
- ЛДПР — 1218 — 4,96 %
- Яблоко — 1061 — 4,32 %
- Родина — 706 — 2,87 %
- Свободная Россия — 669 — 2,72 %
- Патриоты России — 361 — 1,47 %
- Народная воля — 93 — 0,38 %
- Против всех списков кандидатов — 1415 — 5,76 %

## Историческое административно-территориальное устройство
- Северка, рабочий посёлок;
- Шувакишский сельсовет — посёлок Шувакиш.

12 октября 2004 года рабочий посёлок Северка был преобразован в сельский населённый пункт.
1 октября 2017 года поссовет и сельсовет были упразднены.